# Stygichthys typhlops
Stygichthys typhlops là một loài cá thuộc họ Characidae và là thành viên duy nhất của chi đơn loài Stygichthys. Đây là loài đặc hữu của Minas Gerais, Brasil.